# فالين
فالين (بالإنجليزية: Valine)‏ (تختصر Val أو V) وهو حمض أميني-ألفا صيغته الكيميائية (HO2CCH(NH2)CH(CH3)2).
الفالين هو حمض أميني أساسي وله تأثير منشط ومنبه. وهو ضروري لعمليات الأيض بالعضلات وإصلاح الأنسجة التالفة والمحافظة على التوازن النيتروجيني السليم للجسم. ويوجد الفالين بتركيزات عالية في النسيج العضلي. وهو واحد من الأحماض الأمينية متفرعة السلسلة مما يجعله مناسباً لاستعماله في النسيج العضلي كمصدر للطاقة. وقد يؤدي ارتفاع مستوى الفالين إلى أعراض مثل الإحساس غير الطبيعي بالجلد، وقد يصل إلى الهلاوس.

## التاريخ و أصل الكلمة
تم عزل الفالين لأول مرة في كازين من قبل العالم هيرمان اميل فيشر عام 1901 ، كما وأتى اصل الكلمة «فالين» نسبة إلى حمض الفاليريك ، والذي سمي بدوره على اسم نبات فاليريان ، والسبب في ذلك هو العثور على حمض الفاليريك في جذور تلك النبتة.[بحاجة لمصدر]

## التسمية
وفقاً للاتحاد الدولي للكيمياء البحتة والتطبيقية، فإن ذرات الكربون التي تشكل الفالين ترقم بالتسلسل بدءاً من 1 الذي يشير إلى كربون الكربوكسيل، في حين أن 4 و 4'يدلان على جزيئي الميثيل النهائيين.

## التمثيل الغذائي

### المصدر والتصنيع الغذائي
تُصنع الفالين مثلها مثل بقية الأحماض الأمينية المتفرعة في النباتات، هذا يجعلها احماضا امينية اساسية في الحيوانات، وفي البشر، على الشخص أن يحصل في المتوسط على 4 ملغ/كلغ من وزن الفرد، يبدأ تصنيع الفالين في البكتيريا والنباتات من حمض البيروفيك، وينتج الليوسين من هذه العملية في المسار الأولي، كما ويخضع مركب الفا-كيتوايزوفاليرات الوسيط لعملية اختزال مع الغلوتامات، تشمل الانزيمات المشاركة في هذه العملية:
- سينسيز أسيتولاكتات (المعروف أيضًا باسم سينثاز حمض أسيتوهيدروكسي)
- حمض اسيتوهيدروكسي
- ايزوميروروكتاز
- مهدرج حمض الديهيدروكسي
- مترجم امين الفالين

### الانحلال
مثل الأحماض الأمينية ذات السلسلة المتفرعة الأخرى ، يبدأ هدم حمض الفالين بإزالة المجموعة الأمينية عن طريق النقل ، وإعطاء الفا-كيتوايزوفاليرات ، وهو حمض ألفا كيتو ، والذي يتم تحويله إلى آيزوبيوتيريل-كوا من خلال نزع الكربوكسيل المؤكسد بواسطة سلسلة α المتفرعة - مركب نازع هيدروجيناز حمض كيتو .  يتأكسد هذا ويعاد ترتيبه إلى سكسينال-كوا ، والذي يمكن أن يدخل في دورة حمض الستريك.

## التركيبة
يتم تصنيع الفالين الراسيمي عن طريق إضافة البروم لحمض الآيزوفاليريك ، متبوعا بأمين مشتق من الفا-برومو.
HO2CCH2CH(CH3)2 + Br2 → HO2CCHBrCH(CH3)2 + HBr
HO2CCHBrCH(CH3)2 + 2 NH3 → HO2CCH(NH2)CH(CH3)2 + NH4Br

## الأهمية الطبية

### مقاومة الإنسولين
يرتبط الفالين مثله مثل باقي الاحماض الامينية متفرعة السلسلة بمقاومة الانسولين ، وقد لوحظ وجود مستويات عالية في دماء الجرذان المصابة بالسكري ، كما ولوحظ الامر نفسه في دم الفئران والبشر. تمت مراقبة مستويات السكر في مجموعتين من الجرذان ، واحدة كانت تخضع لنظام غذائي يضمن الفالين والاخرى لا تحتوي الاخير ابدا ، وعن طريق ذلك لوحظ ان مستويات السكر في الدم للمجموعة الثانية كانت اقل بكثير من نظيرتها الأولى ، كما وقد تحسنت حساسية الانسولين لديهم بشكل ملحوظ ، في الفئران التي تعاني من السمنة و حساسية الانسولين ، افادهم اتباع نظام غذائي خال أو يحتوي نسب قليلة من الفالين على تقليل تأثير حساسية الانسولين وتقيل نسبة السكر بالدم وبالتالي التخفيف من السمنة ، في البشر النظام الغذائي المقيد بالبروتين يخفض مستوى الغلوكوز في الدم اثناء الصيام.

### الخلايا الجذعية المكونة للدم
للفالين الغذائي تأثير مهم وكبير على عمل الخلايا الجذعية المكونة للدم (HSC) ، فنتاج تقليل مستوى الفالين في الجسم -كما لوحظ في الفئران- هو تسكين الخلايا الجذعية المكونة للدم (HSC) ومنعها من إنتاج خلايا دم حمراء جديدة حتى وصول الكمية الكافية من الفالين في أعضاء إنتاج الدم الرئيسية كنخاع العظم الاحمر ، كما وتم إجراء تجارب على تلك الفئران التي فقدت قدرتها على إنتاج الدم ، بإعاطائها نظام غذائي مشبع بالفالين على مدى اسابيع بالتدريج لتجنب متلازمة إعادة التغذية ، فكانت النتائج هي تحسن ملحوظ في صحة اجسامهم وارتفاع نسبة الغلوكوز في دمهم إلى جانب زيادة الوزن.